# داسو میراژ ۲۰۰۰
میراژ ۲۰۰۰ (به فرانسوی: Dassault Mirage 2000) جت جنگنده چندمنظوره تک‌موتورهٔ بال‌مثلثی ساخت شرکت هوایی داسو فرانسه است که در اواخر دهه ۱۹۷۰ بر اساس جنگنده موفق داسو میراژ ۳ برای نیروی هوایی فرانسه طراحی شد. اولین پیش‌نمونه این هواپیما در سال ۱۹۷۸ پرواز کرد و از سال ۱۹۸۲ در نیروی هوایی فرانسه به خدمت گرفته شد.
میراژ ۲۰۰۰ از نظر ظاهری شباهت زیادی به مدل ۵ و ۵۰ میراژ ۳ داشت اما یک هواپیمای کاملاً جدید محسوب می‌شد. طراحی این جنگنده بازگشتی به طراحی بال‌مثلثی بودند که شرکت داسو آن را در میراژ ۳ آزموده بود اما در میراژ اف-۱ کنار گذاشته بود. بال مثلثی در آن زمان از مد افتاده بود و استفاده از آن از نظر بسیاری یک عقب‌گرد محسوب می‌شد. بال‌های مثلثی از نظر مشخصات پرواز فوق سریع، سادگی ساخت، کاهش نسبی نیمرخ راداری و افزایش حجم داخلی انتخاب مناسبی هستند اما نقطه ضعف آن‌ها در مانورپذیری، پرواز در ارتفاع پائین و مسافت مورد نیاز برای برخاست و فرود است. اما داسو در میراژ ۲۰۰۰ موفق شد با اصلاح آئرودینامیکی هواپیما ثبات و کنترل هواپیما را افزایش دهد و به سطح بالاتری از چالاکی بالاتری نسبت به میراژ ۳ و ۵ دست یابد به طوری‌که این جنگنده به خوش دستی معروف شده‌است.
تولید این جنگنده تا سال ۲۰۰۷ ادامه داشت و حدود ۶۰۰ فروند از آن در ۹ کشور فرانسه، هند، تایوان، امارات متحده عربی، یونان، مصر، پرو، قطر و برزیل ساخته شد. این هواپیما در مدل‌های مختلف تک‌سرنشین و آموزشیِ دوسرنشین تولید شده‌است و مدل N آن قابلیت حمل موشک کروز با کلاهک هسته‌ای را دارد. جدیدترین مدل میراژ ۹–۲۰۰۰ است که به سفارش امارات متحده عربی طراحی شده و تحویل آن از سال ۲۰۰۳ آغاز شد.

## مدل‌های اصلی میراژ-۲۰۰۰
میراژ-۲۰۰۰ B، میراژ-۲۰۰۰ C، میراژ-۲۰۰۰ N، میراژ-۲۰۰۰ D

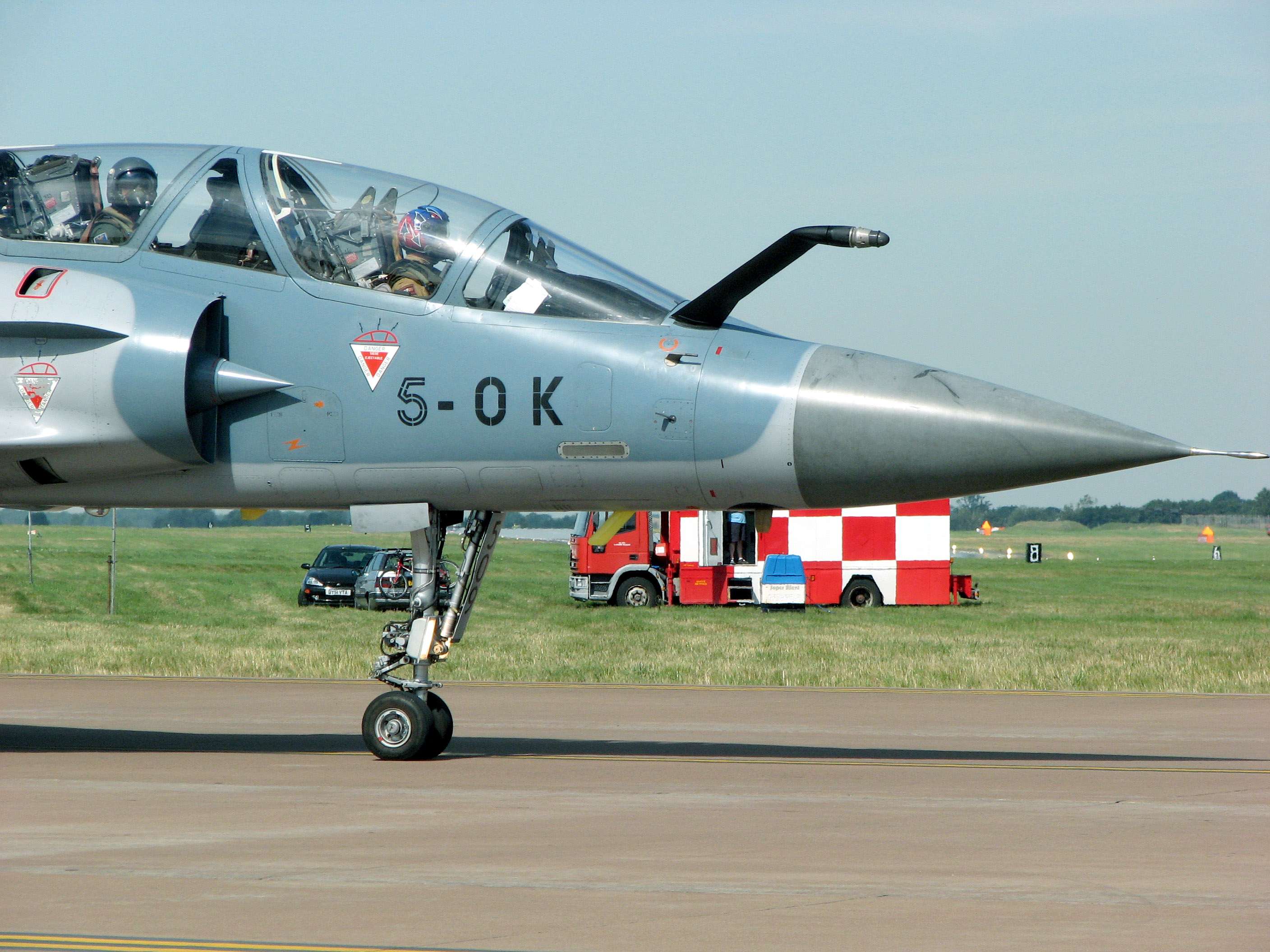
نمای نزدیک دماغه میراژ-۲۰۰۰ ب

## کاربران
- برزیل دسامبر ۲۰۱۳ از خدمت خارج شد.
- مصر ۲۰ فروند
- فرانسه ۳۱۵ فروند
- یونان ۴۴ فروند
- هند ۵۹ فروند
- پرو ۱۲ فروند
- قطر ۱۲ فروند - قرار است با داسو رافال جایگزین شود.
- تایوان ۶۰ فروند
- امارات متحده عربی ۶۸ فروند

## یادداشت
1. ↑  Spick 2000, p. 420.
2. ↑  "Last Mirage 2000s delivered". Interavia Business & Technology. 22 December 2007. Archived from the original on 10 March 2018. Retrieved 12 April 2017.
3. ↑  MIRAGE 2000 (DASSAULT-BREGUET) Global Security

Wikipedia contributors, "Dassault Mirage 2000," Wikipedia, The Free Encyclopedia, https://en.wikipedia.org/w/index.php?title=Dassault_Mirage_2000&oldid=1146564972 (accessed March 26, 2023).

#### مجلات
- "The Indian Thunderbolts". Vayu Aerospace and Defence Review: 41–49. May–June 2015.
- Grolleau, Henri-Pierre (2003).  Donald, David (ed.). "Dassault Mirage 2000: 'Deux-Mille' comes of age". International Air Power Review. London: AIRtime Publishing. 9: 38–75. ISBN 1-880588-56-0.

#### کتاب‌ها
- Carbonel, Jean-Christophe (2016). French Secret Projects. Vol. 1: Post War Fighters. Manchester, UK: Crecy Publishing. ISBN 978-1-91080-900-6.
- Eden, Paul, ed. (2006) [2004]. The Encyclopedia of Modern Military Aircraft. London, England: Amber Books. ISBN 1-904687-84-9.
- Gunston, Bill; Spick, Mike (1988) [1983]. Modern Combat Aircraft. The Great Weapons Encyclopedia. Salamander. pp. 44–45.; printed in Italy by Peruzzi.
- Spick, Mike, ed. (2000). "Dassault Mirage 2000". Great Book of Modern Warplanes. Osceola, WI: MBI. ISBN 0-7603-0893-4..